# Mali i Priskës
Der Mali i Priskës ist ein Berg in Mittelalbanien mit einer Höhe von 1365 m ü. A. südöstlich von Tirana.
Der Berg schließt sich in der Kruja-Kette südlich an den Dajti (1613 m ü. A.), dem Hausberg der Hauptstadt Tirana, an. Er bildet einen rund vier Kilometer langen Nord-Süd-Grat in diesem Küstenrandgebirge, der auf beide Seiten steil abfällt. Im Norden wird der Berg durch den Pass Qafa e Priskës (954 m ü. A.) vom Dajti getrennt. Im Süden endet der Berg an der Qafa e Përcëlleshit (865 m ü. A.), von wo aus der Grat nur noch leicht ansteigt, und rund zwei Kilometer weiter südlich steil in die Schlucht des Erzen (Gryka e Skronës), die sich nordöstlich von Pëllumbas durchs Gebirge schneidet, abzufallen. Der Mali i Priskës hat eine Doppelspitze, durch einen fast 1000 Meter langen, fast eben Grat getrennt. Die nördliche Spitze ist etwas höher, die südliche (1353 m ü. A.) ist aber auf der Karte die namensgebende.
Die Westseite fällt im obersten Teil steil und von Felsen durchsetzt ab. Auf rund 550 m ü. A. flacht der Hang langsam ab und geht in hügeliges Vorland über, das zum Erzen entwässert wird. Die Ostseite ist ähnlich steil bis zu einer Höhe von rund 900 m ü. A., um dann etwas flacher zum Erzen abzufallen.
Der Berg besteht überwiegend aus Kalkstein. Im Gegensatz zum Dajti, der fast bis in die Ebene von Tirana abfällt, fehlen hier die Geländeterrassen.
Auf der Westseite des Qafa e Priskës liegt unterhalb der Passstraße auf rund 500 m ü. A. das Dorf Priska e Madhe, auf der Ostseite auf rund 750 m ü. A. das Dorf Shkalla. Weitere Dörfer auf der Ostseite des Berges sind Murth, Selba und Darshen, westlich davon Përcëllesh und im Hügelvorland Gurra.
Der Mali i Priskës gehört zum südlichen Teil des Nationalparks Dajti, der sich bis zur Erzenschlucht zieht. Der Berg ist nicht durch Wege erschlossen, weshalb die Gipfel nur wenig besucht sind.